# جون ويلكينسون (لاعب هوكي جليد)
جون ويلكينسون هو لاعب هوكي جليد كندي، ولد في 9 يوليو 1911، وتوفي في 19 يناير 1970.

## وصلات خارجية
- جون ويلكنسون على موقع دوري الهوكي الوطني (الإنجليزية)
- جون ويلكنسون على موقع EliteProspects.com (الإنجليزية)
- جون ويلكنسون على موقع HockeyDB.com (الإنجليزية)
- جون ويلكنسون على موقع Hockey-Reference.com (الإنجليزية)